# Pieter van Winter

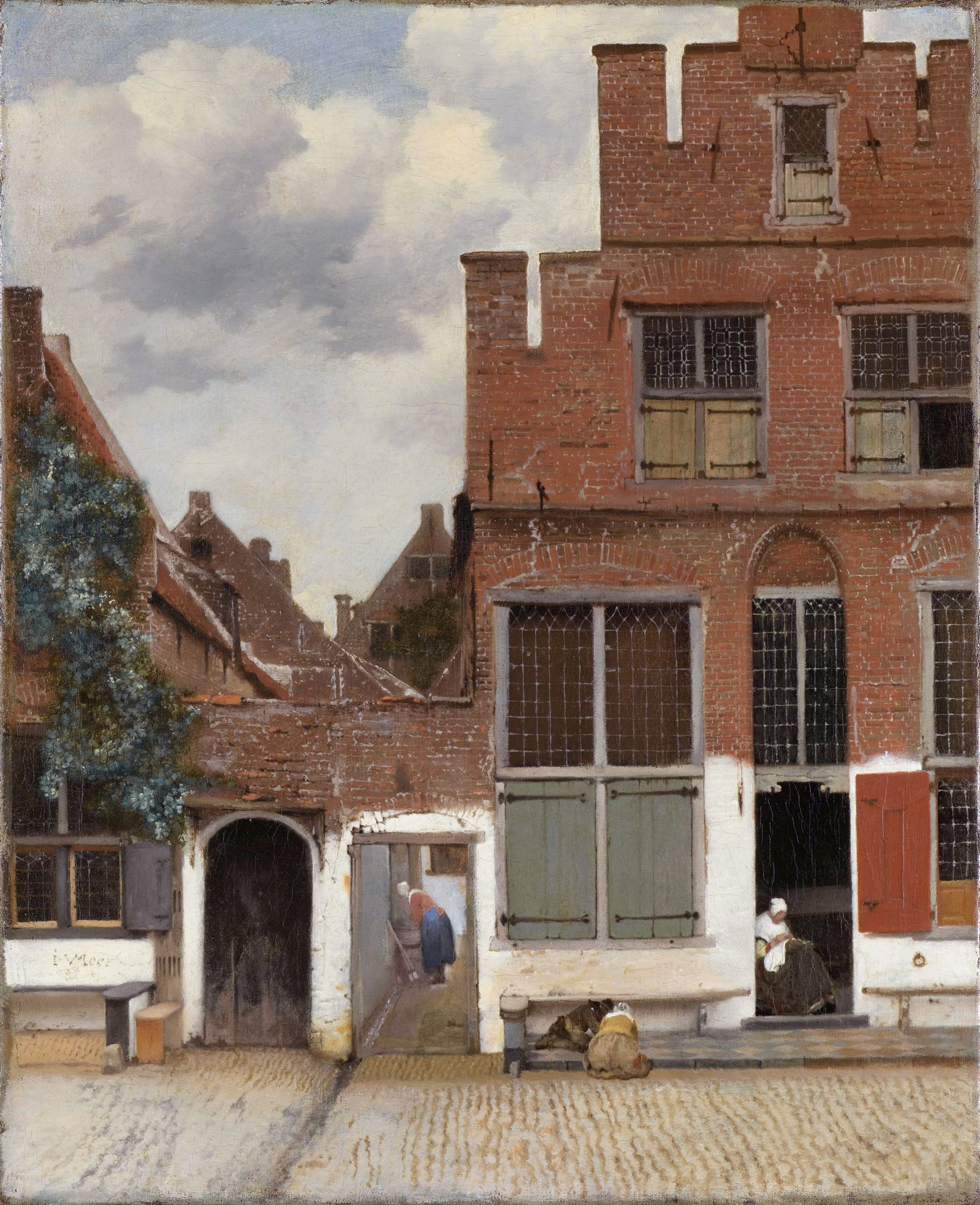
Het straatje van Johannes Vermeer, in 1800 aangeschaft

Pieter van Winter (16 februari 1745 -23 april 1807) was een koopman, dichter en kunstverzamelaar.

## Familie
Van Winter was een lid van de later adellijke familie Van Winter en de zoon van Nicolaas Simon van Winter en Johanna Muhl. Hij werd gereformeerd gedoopt in de Nieuwezijds Kapel. Hij nam op volwassen leeftijd een doopsgezinde levensovertuiging aan. Over zijn motieven om dat te doen is niets bekend. Zijn vader maakte hem al op 11-jarige leeftijd tot compagnon in de zaak, en hij nam in 1768 zijn handel in verfstoffen en indigo over. Pieter begon een compagnonschap met zijn oom en voormalige voogd Jakob Mühl en zou enorme kapitalen gaan verdienen, niet alleen met de handel, maar ook met grote investeringen in de Verenigde Staten. Hij trouwde in 1771 met Josina [Joosje] van Maurik (1752-1779), wees sinds haar tweede en sinds die tijd opgenomen in het huishouden van oom Justus van Maurik (1720-1783). Deze oom Justus was wijnhandelaar en speelde een grote rol in het leven van Pieter. Hij was welgesteld en stond in contact met toonaangevende figuren uit de remonstrantse en doopsgezinde wereld, zoals Josua van der Poorten (1710-1776), Pieter Fontein (1708-1788) en de geschiedschrijver Jan Wagenaar (1709-1773). Hij was lid van het genootschap Libertate et Concordia. Samen met Antoni van Vollenhoven beheerde Justus het aanzienlijke vermogen dat Josina van haar vroeg gestorven ouders had geërfd. Hij behoorde tot de Rijnsburger Collegianten en was getrouwd met Francina Teyler (1712-1794). Rijnsburger Collegianten waren ondogmatische gelovigen die gewend waren om tijdens hun bijeenkomsten zelf het woord te voeren als zij zich daartoe geroepen voelden. Zij hechtten heel veel waarde aan de volwassen doop en ook Josina werd in Rijnsburg op volwassen leeftijd gedoopt. Toen Josina en Pieter op 22 april 1771 trouwden, legden zij vast dat ze elkaar tot wederzijdse erfgenaam benoemden. Tussen 1777 en 1780 bewoonden zij een deel van het Bartolottihuis. In 1779 stierf Josina kinderloos en erfde Pieter haar enorme kapitaal.
In 1780 hertrouwde Pieter met Anna Louisa van der Poorten (1742-1800), die uit een eerder huwelijk twee kinderen meenam: Cornelia Christina van Orsoy (Keetje) (1778-1816) en Hillegonda Josina (Gonne) van Orsoy (1775-1830). Anna Louise was de dochter van de welgestelde doopsgezinde koopman Josua van der Poorten, oprichter van het genootschap Libertate et Concordia. Samen kochten zij op 30 mei 1782 het gigantische huis Saxenburg, Keizersgracht 224 van de koopman Jean de Neufville, alsmede een pakhuis op de Prinsengracht 321. Hij had een buiten genaamd Voorland in de Watergraafsmeer. In 1793 kocht hij samen met zijn vader nog een huis op de Keizersgracht, bij de Westermarkt, voor Hfl. 100.000. Met haar kreeg Pieter verschillende kinderen, van wie er drie de volwassen leeftijd haalden: Lucretia Johanna van Winter (1785-1845) (Creejansje); Josua Jacob (1788-1840) en Anna Louisa Agatha van Winter (1793-1877). Van Winter's dochter Lucretia Johanna van Winter trouwde met Hendrik Six en bewoonde vanaf 1835 Herengracht 509-511, het breedste pand in de Gouden Bocht. Haar zuster Anna Louisa Agatha van Loon-van Winter (1793-1877) bewoonde Herengracht 497; daar hing het deel van de kunstcollectie die Van Winter verzameld had. Die collectie is in 1877 voor anderhalf miljoen gulden aan een syndicaat Alphonse, Gustave, Edmond, Lionel en Ferdinand de Rothschild in Parijs is verkocht. Stiefdochter Cornelia Christina van Orsoy (1778-1816) trouwde met de classicus David Jacob van Lennep en was de moeder van schrijver en politicus Jacob van Lennep (1802-1868).

## Letterkundig werk
Pieter had grote belangstelling voor alles wat met kunst en cultuur te maken heeft. Hij nam les bij de jonge hoogleraar Hendrik Albert Schultens die colleges ‘Oosterse’ letterkunde gaf. Met Schultens sloot hij vriendschap en beide mannen kwamen dikwijls bij elkaar over de vloer. In deze periode leerde hij latijn en bestudeerde hij de antieke dichters. Hij vertaalde het in de achttiende eeuw immens populaire Proeve over den mensch (1797) van Alexander Pope in dichtmaat en de Alpen van Albrecht von Haller, die hij in zijn genootschap Concordia et Libertate voorlas. Verder vertaalde hij de Oden van Horatius (1804) en een gedeelte van de Æneis, van Vergilius, allemaal in poëzie. Willem Bilderdijk haalde zijn vertaling van Aeneas over de hekel. 

## Maatschappelijke activiteiten
Hij was lid van toonaangevende culturele genootschappen als Libertate et Concordia, Concordia et Libertate, Felix Meritis en de Maatschappij der Nederlandse Letterkunde, en was lid van het maandags- later donderdags dichtgenootschap. Verder was hij een van de oprichters  van de Kweekschool voor de Zeevaart en was hij directeur van de Oeconomische Tak van de Hollandse Maatschappij van Wetenschappen. Ook werd hij in 1786 lid van de vrijmetselaarsloge La Charité. Pieter stond bekend als een ‘menschenvriend’ en zo werd hij bij overlijden in 1807 ook herdacht. Zijn inzet voor de armen en hulpbehoevenden was groot: zijn dood ‘is geen gering verlies voor de lijdende en behoeftige menschheid. Hij was rijk en mededeelzaam’

## Loopbaan
Na 1768 nam Van Winter de handel in verfstoffen en indigo van zijn vader over. In 1784 werd hij bewindhebber van de VOC, met het doel die te reorganiseren, maar gaf die benoeming in 1790 teleurgesteld  op. In 1785 werd hij toch benoemd in een bestuursfunctie: heemraad en schepen van Watergraafsmeer en de Diemermeer. In dat poldergebied bezat hij namelijk de hofstede Voorland, die hij van zijn schoonvader Justus van Maurik had geërfd.

## Kunstcollectie
Van Winter bracht een verzameling schilderijen bijeen van uitzonderlijk hoge kwaliteit, waaronder Marten Soolmans en Oopjen Coppit van Rembrandt, Het straatje van Johannes Vermeer, en werken van Jan Steen, Frans van Mieris en Gerard Terborch. Deze collectie, die uiteindelijk zo’n 180 werken zou omvatten, was ondergebracht in een galerie achter het huis.
In een testament van 1801 bepaalde Van Winter dat zijn collectie publiekelijk verkocht moest worden. In 1806 veranderde hij zijn testament opdat de voogden van de drie minderjarige kinderen de collectie bijeen zouden houden totdat de jongste van de drie meerderjarig of getrouwd zou zijn; daarna zouden de kinderen vrijelijk over de collectie kunnen beschikken en eventueel tot veiling kunnen overgaan indien niet tot overeenstemming over de verdeling zou worden gekomen. In 1808 verkreeg Lucretia meerderjarigheid (een Venia Aetatis, gedateerd 3 december 1806 en ondertekend door koning Lodewijk Napoleon).
Pas in 1815 begon men met de waardebepaling en vervolgens verdeling van de kunstcollectie van Van Winter. De waardebepaling gebeurde door drie verschillende kunstexperts. Zoon Josua Jacob zag af van zijn deel van de kunstcollectie in ruil voor een uitkoop door zijn twee zussen; die laatsten kochten hem elk uit voor 25.000 gulden waarna de verdeling tussen beide zussen plaats kon vinden. In 1818 was de verdeling van de kunstcollectie rond.
De collectie familieportretten viel overigens buiten deze verdeling. Die ging bij testamentaire bepaling in haar geheel over naar de zoon. Deze maakt inmiddels onderdeel uit van de collectie van de Six Stichting en werd het laatst aangevuld in 1990 met twee portretten afkomstig uit de nalatenschap van prof. jhr. dr. Pieter Jan van Winter (1895-1990).